# گئورگ یواخیم رتیکوس
گئورگ یواخیم رتیکوس (انگلیسی: Georg Joachim Rheticus؛ ۱۶ فوریهٔ ۱۵۱۴ – ۴ دسامبر ۱۵۷۴) یک دانشمند اهل اتریش بود.
به عنوان یک دانشمند اهل اتریش، گئورگ یواخیم رتیکوس (Georg Joachim Rheticus) نقش مهمی در تاریخ علم و ریاضی داشت. او در تاریخ ۱۶ فوریهٔ ۱۵۱۴ در شهر فلدکیرش که در حال حاضر در اتریش قرار دارد، متولد شد. وی در تاریخ ۴ دسامبر ۱۵۷۴ در شهر کوشیتسه که در پادشاهی مجارستان واقع در اسلواکی امروزی واقع است درگذشت.
تحصیلات عالی رتیکوس در دانشگاه هاله-ویتنبرگ، دانشگاه زوریخ و دانشگاه کارلف (Charles University) در پراگ ادامه یافت. وی به عنوان یک دانشمند و ریاضی‌دان شناخته می‌شود و همچنین به عنوان شاگرد و یکی از دانشجویان برجسته نیکلاس کوپرنیک، که شناخته‌شده به عنوان پدر نظریه سیارات مختصر، به حساب می‌آید. رتیکوس نیز تاثیر مهمی در فرآیند انتشار کتاب معروف کوپرنیک با عنوان "De revolutionibus orbium coelestium" ( درباره گردش اجرام آسمانی ) داشت.
وی با انتشار جداگانه قسمت‌هایی از کتاب کوپرنیک که شامل مطالب تریگونومتری بودند، با عنوان "De lateribus et angulis triangulorum" (درباره طرف‌ها و زوایای مثلث‌ها) نیز به عنوان مساعد نسخهٔ اصلی کتاب کوپرنیک در ۱۵۴۲ منتشر کرد. وی نیز در مطالعات خود در زمینه تریگونومتری به ایجاد جداول تریگونومتری برای استفاده در محاسبات فلکی مشغول شد و کتابی با عنوان "Canon doctrinae triangulorum" (کتاب آموزش مثلث‌ها) را در ۱۵۵۱ منتشر کرد که تا قرن بیستم در محاسبات فلکی به کار رفت.
وی از دانشمندان واقع‌گرای دوران رنسانس بوده و به نظر می‌رسد که به توسعه نظریه کوپرنیک برای مطابقت با دین کامیاب شده است. بعد از سال‌ها فعالیت در زمینه علم و آموزش، گئورگ یواخیم رتیکوس در تاریخ ۴ دسامبر ۱۵۷۴ درگذشت